# Wyprawa Amundsena na biegun południowy

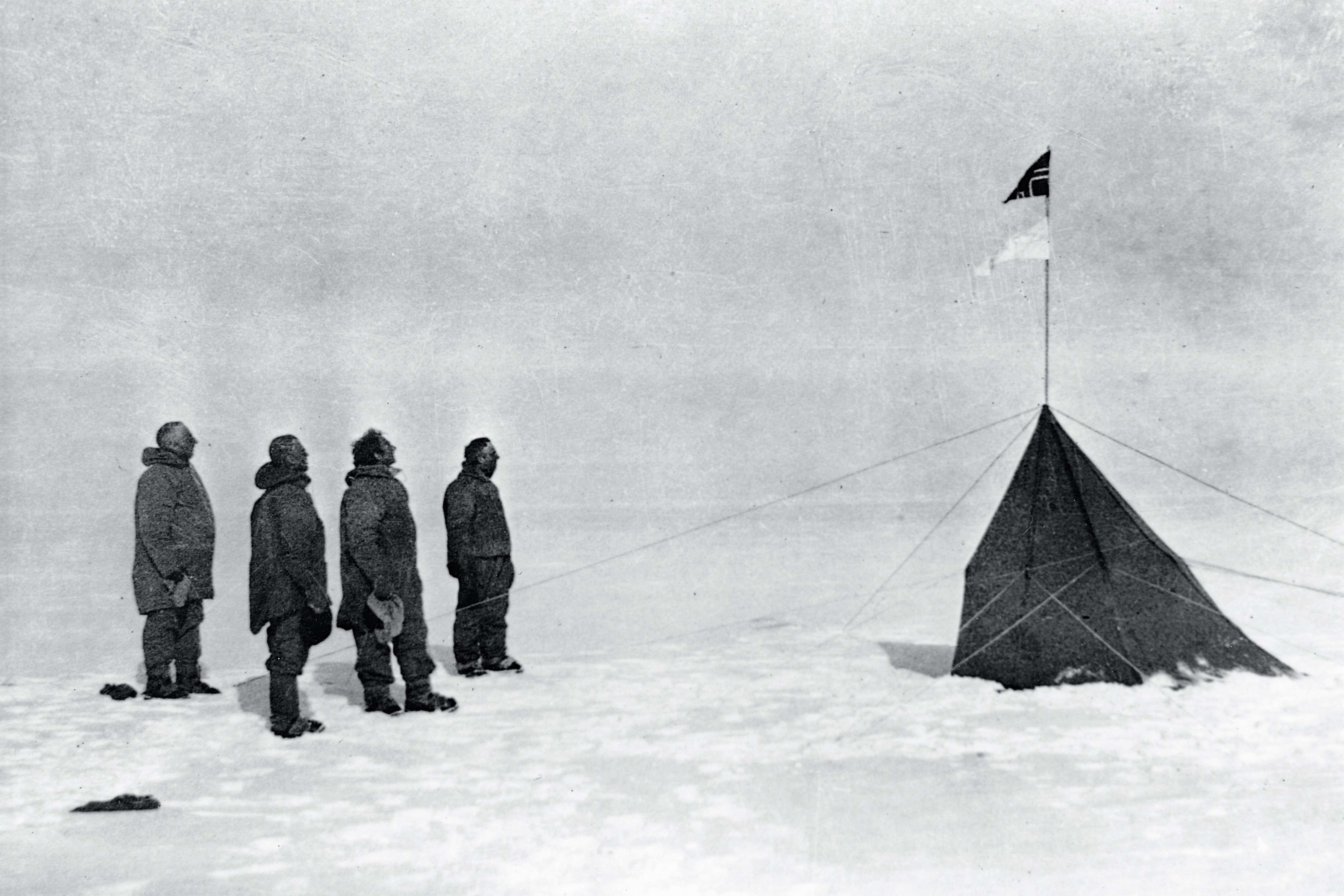
Zdjęcie wykonane 16 grudnia 1911 roku na biegunie południowym przez Olava Bjaalanda

Wyprawa Amundsena na biegun południowy – norweska ekspedycja kierowana przez Roalda Amundsena, której członkowie jako pierwsi dotarli do bieguna południowego. Amundsen i czterej jego towarzysze zdobyli biegun w dniu 14 grudnia 1911 roku, na pięć tygodni przed przybyciem w to miejsce Roberta Falcona Scotta na czele ekspedycji Terra Nova. Amundsen wraz ze swym zespołem bezpiecznie powrócił do bazy położonej u wybrzeży Antarktydy. Kilkanaście miesięcy później dotarła do niego wiadomość o śmierci Scotta podczas powrotu z bieguna południowego.
Początkowo Amundsen planował zorganizowanie wyprawy na biegun północny. Rozpoczął szeroko zakrojoną akcję zbiórki funduszy, a także uzyskał zgodę Fridtjofa Nansena na użycie jego dawnego statku „Fram”. Przygotowania do tej ekspedycji zostały zakłócone w 1909 roku przez wiadomość o dotarciu na biegun północny Fredericka Cooka i Roberta Peary’ego. Amundsen zmienił więc plany wyprawy i postanowił skierować ją na biegun południowy. Nie powiadomił o tym jednak opinii publicznej, by nie zniechęcać do siebie sponsorów. Informację o zmianie planów podał do wiadomości dopiero na krótko przed opuszczeniem Madery we wrześniu 1910 roku.
Amundsen założył swoją bazę w Zatoce Wielorybiej, wcinającej się w Lodowiec Szelfowy Rossa. Po kilku miesiącach przygotowań, wyprawach przygotowawczych i jednej nieudanej próbie zdobycia bieguna Amundsen opuścił bazę wraz z czterema towarzyszami w październiku 1911 roku. Podczas wędrówki badacze odkryli Lodowiec Axela Heiberga, dzięki któremu przedostali się na Płaskowyż Polarny. Umiejętne użycie nart i psich zaprzęgów umożliwiło zespołowi szybkie i pozbawione większych problemów dotarcie do bieguna południowego.

## Geneza wyprawy

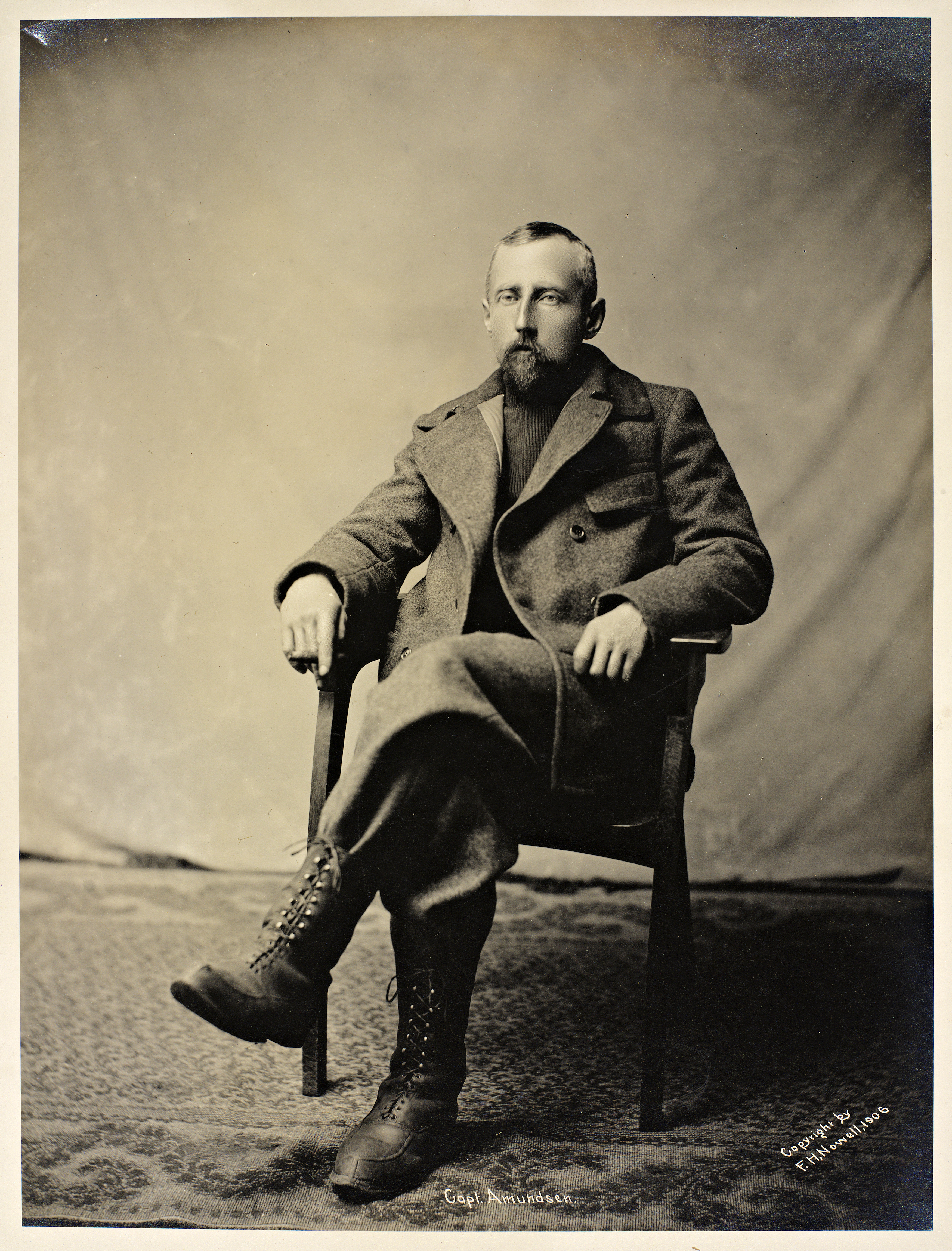
Roald Amundsen w 1906 roku

### Roald Amundsen
Amundsen urodził się w 1872 roku we Fredrikstad, nadmorskim mieście oddalonym o 80 km od Kristianii (dzisiejszego Oslo) . Był synem armatora statków. W 1893 roku porzucił studia medyczne na Uniwersytecie w Kristianii i zapisał się do załogi należącego do łowców fok statku „Magdalena”, który wyruszał wówczas w podróż na Morze Arktyczne. W następnych latach zdobył doświadczenie podczas kolejnych wypraw i uzyskał stopień drugiego oficera. Gdy nie przebywał na morzu, uprawiał narciarstwo biegowe na płaskowyżu Hardangervidda.

### Wyprawa statku Belgica
Zainspirowany osiągnięciami swojego rodaka, Fridtjofa Nansena, Amundsen dołączył w 1896 roku do uczestników Belgijskiej Wyprawy Antarktycznej jako starszy oficer na statku „Belgica” dowodzonym przez Adriena de Gerlache’a. Na początku 1898 roku statek został uwięziony na niemalże rok przez pak lodowy na Morzu Bellingshausena. Członkowie ekspedycji zostali w ten sposób pierwszymi ludźmi, którzy spędzili całą zimę na wodach antarktycznych. Amundsen potraktował to jako okazję do zdobycia doświadczenia i rozwoju własnych umiejętności.
Wyprawa statku „Belgica” dała początek „Heroicznej Erze Eksploracji Antarktydy”. W kolejnych latach na wody antarktyczne wyruszyło wiele ekspedycji z Wielkiej Brytanii, Szwecji, Niemiec i Francji.

### Przejście Północno-Zachodnie
Po powrocie do Norwegii w 1899 roku Amundsen zaczął jednak planować wyprawę na północ. Wierząc w swoje umiejętności dowódcze, zaplanował ekspedycję mającą na celu odnalezienie Przejścia Północno-Zachodniego, morskiego szlaku łączącego Atlantyk z Pacyfikiem przez Archipelag Arktyczny. Po zdobyciu stopnia kapitana zakupił niewielki slup – „Gjøa” – który później przystosował do podróży arktycznych. Uzyskał poparcie dla swoich planów ze strony króla Oskara II oraz Fridtjofa Nansena, a także zebrał wystarczające środki finansowe, by w czerwcu 1903 roku wyruszyć w morze wraz z sześcioma członkami załogi. Wyprawa trwała do 1906 roku i zakończyła się powodzeniem. W wieku 34 lat Amundsen został jednym z norweskich bohaterów narodowych i jednym z najbardziej szanowanych polarników.

### Plany zdobycia bieguna
W czasie, gdy Amundsen poszukiwał Przejścia Północno-Zachodniego, bieguny północny i południowy pozostawały celem licznych ekspedycji. W listopadzie 1906 roku z wyprawy na biegun północny powrócił Amerykanin Robert Peary, twierdząc, że dotarł do równoleżnika 87°6′, a więc najdalej spośród wszystkich zorganizowanych do tego momentu ekspedycji. Szybko zebrał fundusze na organizację kolejnej wyprawy. W lipcu 1907 roku Frederick Albert Cook, dawny towarzysz Amundsena ze statku „Belgica”, wyruszył na północ, aby – według własnych zapewnień – zapolować na foki. Wyprawa ta, według powszechnej opinii, miała być w rzeczywistości próbą zdobycia bieguna północnego. Miesiąc później Ernest Shackleton dotarł wraz z ekspedycją Nimrod do wybrzeży Antarktydy, zaś Robert Scott przygotowywał kolejną wyprawę, zakładając że Shackletonowi nie uda się dotrzeć do bieguna południowego. Amundsen rozpoczął wówczas planowanie podróży na biegun południowy, nie porzucając jednak planów zorganizowania w pierwszej kolejności podobnej wyprawy na biegun północny.

## Konsultacje z Nansenem i wykorzystanie statku „Fram”

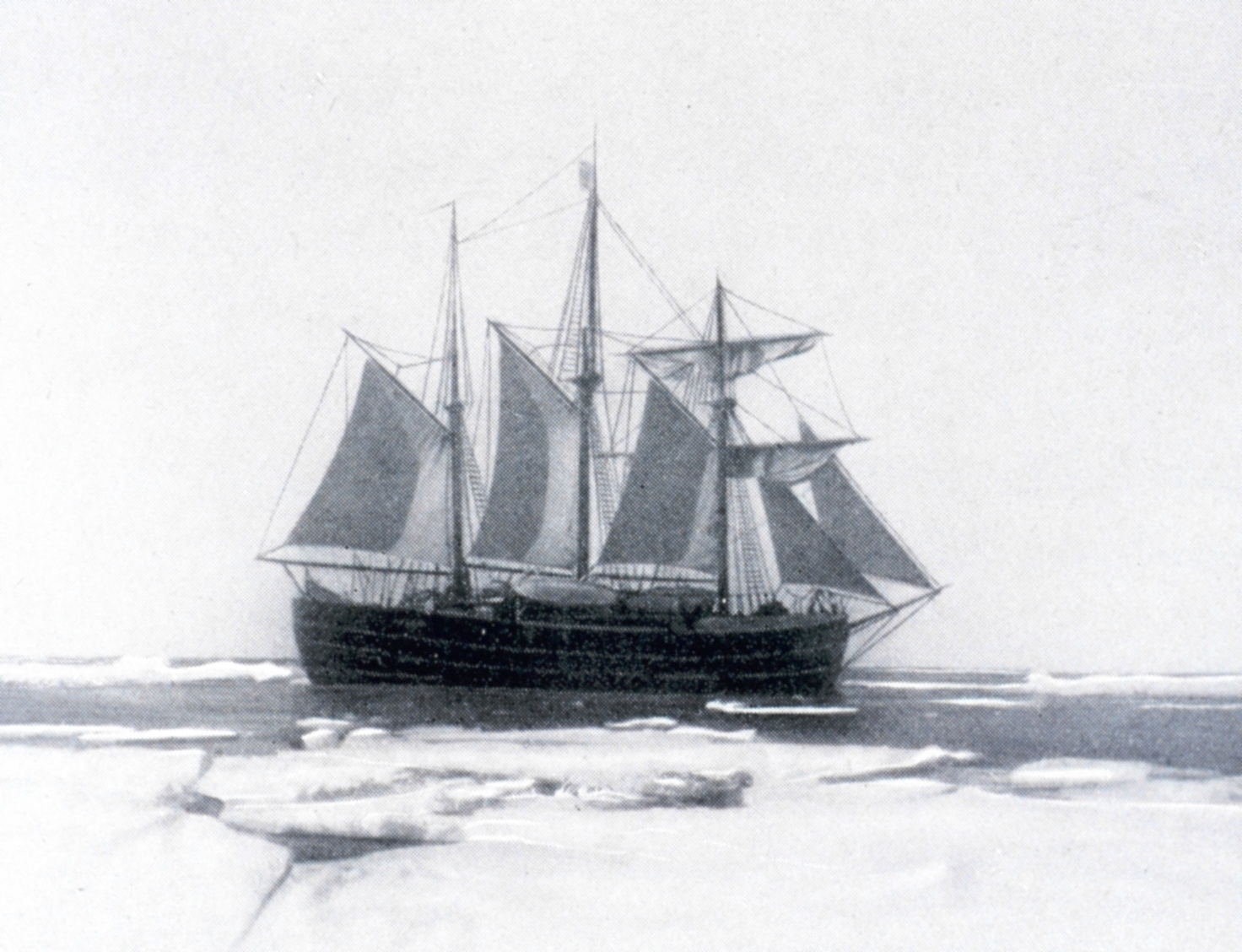
Fram podczas ekspedycji Amundsena

W 1893 roku Fridtjof Nansen wpłynął na statku „Fram” na obszar paku lodowego u północnych wybrzeży Syberii i rozpoczął dryf w kierunku Grenlandii, mając nadzieję na przecięcie w ten sposób bieguna północnego. Statek nie dotarł jednak do bieguna, zaś piesza wyprawa Nansena i Hjalmara Johansena zakończyła się niepowodzeniem. Z historii tej wyprawy inspirację czerpał jednak Amundsen. Podczas planowania wyprawy na biegun północny miał on nadzieję, że wpłynięcie na Morze Arktyczne przez Cieśninę Beringa na wschód od punktu, w którym skierował się na północ Nansen, pozwoli na dopłynięcie na biegun północny lub w jego pobliże.
Amundsen skonsultował swoje pomysły z Nansenem, który utrzymywał, że „Fram” jest jedynym statkiem, na którym powieść się może realizacja stworzonego przez Amundsena planu. „Fram” został zaprojektowany i zbudowany w latach 1891–1893 przez Colina Archera, zgodnie ze szczegółowymi wytycznymi Nansena. Jedną z jego cech charakterystycznych był zaokrąglony kadłub, mający – zgodnie ze słowami Nansena – ułatwiać żeglugę przez skute lodem wody arktyczne. Ponadto do zbudowania kadłuba zostało użyte najtwardsze wówczas dostępne drewno z południowoamerykańskich drzew z rodzaju Chlorocardium. Statek miał szerokość ok. 11 metrów, co przy długości 39 metrów, nadawało mu krępy kształt. Pozwalało to na osiąganie dobrych rezultatów podczas żeglugi na wodach arktycznych, lecz utrudniało znacząco żeglugę na otwartych wodach.
„Fram” powrócił z wyprawy Nansena po trzech latach spędzonych w trudnych arktycznych warunkach bez większych usterek. Mimo to po powrocie został wyremontowany. Następnie spędził ponad cztery lata pod kapitanem Otto Sverdrupem, badającym bezludne tereny w Archipelagu Arktycznym o łącznej powierzchni 260 000 km². W 1902 roku, gdy ekspedycja Sverdrupa zakończyła się, „Fram” został wycofany z eksploatacji i znajdował się w Kristianii. Choć od tego czasu pozostawał on formalnie własnością państwa, w sprawach go dotyczących decydował zazwyczaj Nansen. Od powrotu z Arktyki w 1896 roku Nansen planował zorganizowanie ekspedycji do Antarktyki, podczas której po raz kolejny miał użyć „Frama”. Z czasem uświadomił sobie jednak, że wyprawa ta nigdy nie dojdzie do skutku z uwagi na jego wiek i coraz większe zaangażowanie w życie polityczne . Pod koniec września 1907 roku zaprosił więc do swojego domu Amundsena i zaproponował mu użycie statku podczas planowanej przez niego wyprawy.

### Wstępne przygotowania
Amundsen ogłosił swe plany 10 listopada 1908 roku podczas spotkania Norweskiego Towarzystwa Geograficznego. Zgodnie z przedstawioną wówczas wizją miał na statku „Fram” opłynąć przylądek Horn, zatrzymać się w San Francisco w celu uzupełnienia zapasów i sprzętu, a następnie skierować się na północ, przez Cieśninę Beringa do półwyspu Point Barrow na północnym wybrzeżu Alaski. Stamtąd Amundsen miał skierować statek prosto na północ, w lody Arktyki, i rozpocząć trwający od czterech do pięciu lat dryf przez skute lodem Morze Arktyczne. W tym czasie miały być prowadzone badania, które miały doprowadzić do rozwiązania wielu problemów naukowych. Plan został przyjęty entuzjastycznie, a kolejnego dnia król Haakon VII i królowa Maud jako pierwsi przekazali Amundsenowi wsparcie finansowe w wysokości 20 tysięcy koron norweskich. 6 lutego 1909 roku norweski parlament zatwierdził natomiast dotację na remont „Frama” w wysokości 75 tysięcy koron. Zadanie zebrania funduszy na sfinansowanie wyprawy zostało powierzone bratu Amundsena, Leonowi, co pozwoliło podróżnikowi skoncentrować się na pozostałych aspektach przygotowań.

### Uczestnicy wyprawy

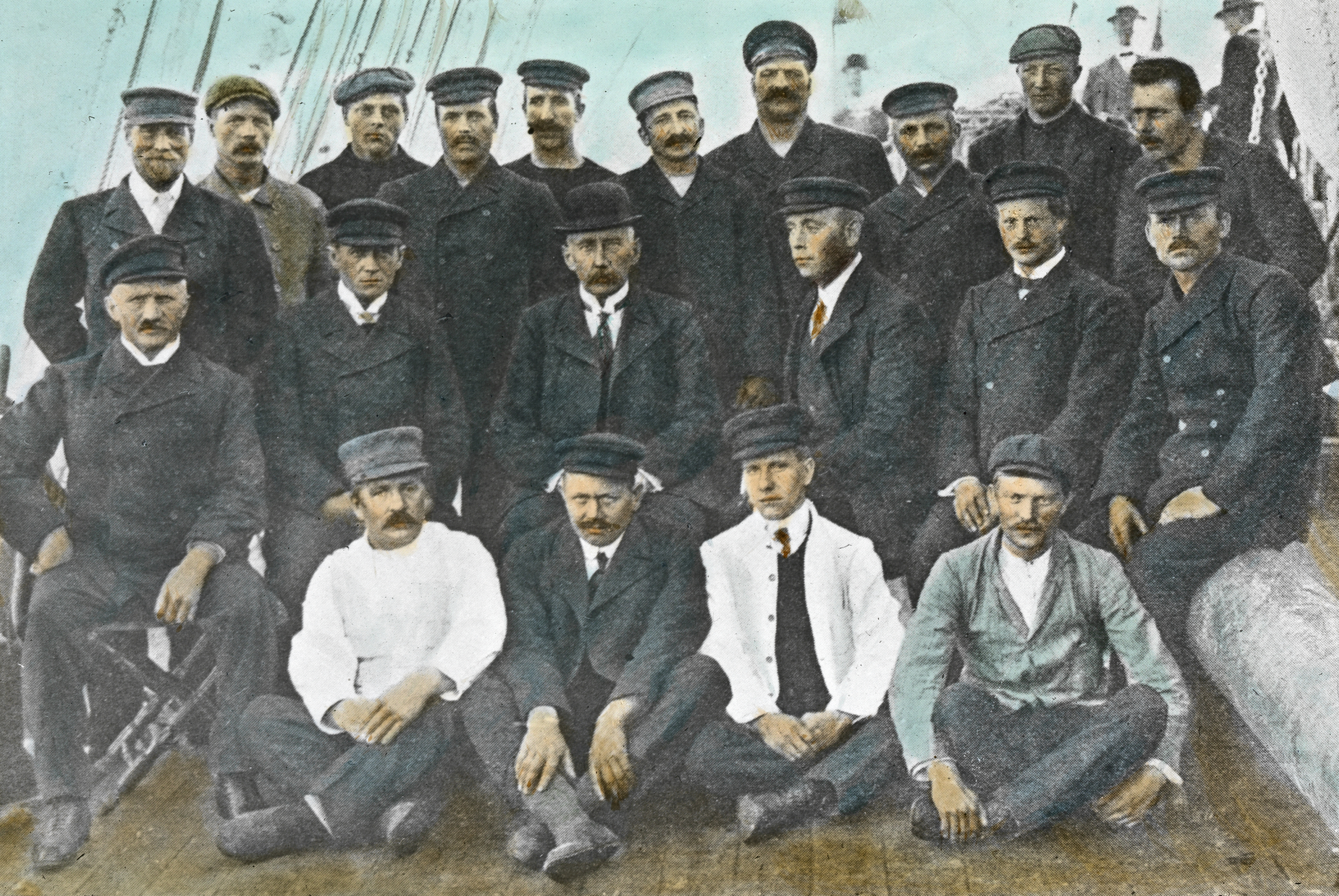
Członkowie ekspedycji w Hobart, na Tasmanii

Amundsen na swoich oficerów wybrał trzech poruczników marynarki. Byli to: Thorvald Nilsen, Hjalmar Fredrik Gjertsen oraz Kristian Prestrud. Nilsen pełnił obowiązki nawigatora i zastępcy dowódcy wyprawy. Gjersten, pomimo braku medycznego wykształcenia, został mianowany lekarzem ekspedycji i wysłany na przyspieszony kurs chirurgii i stomatologii. Artylerzysta, Oscar Wisting, został zaakceptowany dzięki rekomendacji Prestruda.
Na początku rekrutacji Amundsen zaangażował również Olava Bjaalanda, doświadczonego biegacza narciarskiego oraz wykwalifikowanego stolarza i wytwórcę nart biegowych. Bjaaland pochodził z miejscowości Morgedal w norweskiej prowincji Telemark, regionu słynącego ze znakomitych biegaczy narciarskich, wśród których najsłynniejszym był Sondre Norheim, uznawany za ojca narciarstwa klasycznego. Amundsen podzielał zdanie Nansena, że narty i psie zaprzęgi stanowią w warunkach polarnych znacznie efektywniejszy środek transportu od kuców. Dlatego też wśród członków projektowanej przez niego ekspedycji znaleźli się także doświadczony w prowadzeniu psich zaprzęgów towarzysz Amundsena z podróży przez Przejście Północno-Zachodnie, Helmer Hanssen, a także ekspert od psów i weteran podróży arktycznych Sverre Hassel, który początkowo zamierzał płynąć z Amundsenem tylko do San Francisco. Kucharzem ekspedycji został Adolf Lindstrøm, który towarzyszył Amundsenowi również podczas wyprawy z lat 1903–1906.
Z podróży na pokładach statków „Belgica” i „Gjøa” Amundsen wyniósł przekonanie, że doświadczona i stabilna emocjonalnie załoga jest niezbędnym elementem powodzenia polarnej ekspedycji. Członkowie załogi zrekrutowani na początku, tacy jak Nilsen, Hanssen i Lindstrøm, stanowić mieli więc jej trzon. Po ich wyborze prowadzono dalszą rekrutację, w wyniku której ustalił się ostateczny skład 19-osobowej załogi. Wszyscy uczestnicy projektowanej wyprawy zostali wybrani osobiście przez Amundsena – poza Hjalmarem Johansenem. Ten dawny towarzysz Fridtjofa Nansena po powrocie do ojczyzny popadł w długi i alkoholizm. Nansen poprosił więc Amundsena o zabranie go na pokład „Frama” na czas kolejnej wyprawy.
Wśród członków załogi statku „Fram” wyróżniała się także postać Aleksandra Kuczina, studenta oceanografii, ucznia profesora Bjørna Hellanda-Hansena. Podczas ekspedycji Kuczin został pierwszym Rosjaninem, który postawił stopy na Antarktydzie. Podczas gdy Amundsen wyruszył z częścią załogi na biegun południowy, Kuczin pozostał jednak na statku, zbierając materiały dotyczące Oceanu Południowego.
| Imię i nazwisko          | Narodowość           | Data urodzenia       | Funkcja                       |
| ------------------------ | -------------------- | -------------------- | ----------------------------- |
| Roald Amundsen           | Norwegia             | 16 lipca 1872        | dowódca wyprawy               |
| Andreas Beck             | Norwegia             | 8 października 1864  | nawigator                     |
| Olav Bjaaland            | Norwegia             | 5 marca 1871         | polarnik, stolarz             |
| Christian Doxrud         | Norwegia             | 10 sierpnia 1881     | kapitan, pierwszy oficer      |
| Hjalmar Fredrik Gjertsen | Norwegia             | 6 lipca 1885         | oficer, asystent oceanografów |
| Ludvig Hansen            | Norwegia             | 16 kwietnia 1871     | marynarz, blacharz            |
| Helmer Hanssen           | Norwegia             | 24 września 1870     | polarnik, opiekun psów        |
| Sverre Hassel            | Norwegia             | 30 lipca 1876        | polarnik, opiekun psów        |
| Hjalmar Johansen         | Norwegia             | 15 maja 1867         | polarnik                      |
| Halvardus Kristensen     | Norwegia             | 29 października 1879 | marynarz                      |
| Aleksandr Kuczin         | Imperium Rosyjskie   | 16 września 1888     | oceanograf                    |
| Adolf Lindstrøm          | Norwegia             | 17 maja 1866         | kucharz                       |
| Thorvald Nilsen          | Norwegia             | 6 sierpnia 1881      | kapitan, pierwszy oficer      |
| Jacob Nødtvedt           | Norwegia             | 17 września 1857     | mechanik, kowal               |
| Karenius Olsen           | Norwegia             | 1890                 | kucharz                       |
| Kristian Prestrud        | Norwegia             | 22 października 1881 | polarnik, oficer              |
| Martin Rønne             | Norwegia             | 14 września 1861     | marynarz, przygotowanie żagli |
| Adolf Hermann Schröer    | Cesarstwo Niemieckie | 31 lipca 1872        | oceanograf                    |
| Jørgen Stubberud         | Norwegia             | 17 kwietnia 1883     | polarnik                      |
| Knut Sundbeck            | Szwecja              | 13 stycznia 1883     | mechanik                      |
| Oscar Wisting            | Norwegia             | 6 czerwca 1871       | polarnik                      |

### Zmiana planów
W marcu 1909 roku ogłoszono, że ekspedycja dowodzona przez Shackletona dotarła do równoleżnika 88°23′ szerokości geograficznej południowej. Od bieguna południowego dzieliło ją więc 97 mil morskich (180 kilometrów). Amundsen porównał to dokonanie z osiągnięciami wyprawy Nansena z lat 1893–1896. Niebawem po ogłoszeniu sukcesu Shackletona Robert Scott ogłosił plany zorganizowania wyprawy na biegun południowy.
We wrześniu 1909 roku prasa zaczęła donosić o dwukrotnym zdobyciu bieguna północnego: przez Fredericka Cooka w kwietniu 1908 roku i przez Roberta Peary’ego rok później. Początkowo Amundsen nie zamierzał reagować na te doniesienia utrzymując, że wciąż może dokonać wielu odkryć na obszarze Arktyki. Brak przełomowych sukcesów i związanej z nimi popularności mógł jednak sprawić, że po powrocie z podróży Amundsen nie byłby w stanie zarobić wystarczającej sumy pieniędzy, by spłacić wszystkie długi zaciągnięte w celu jej zorganizowania. Dlatego też postanowił zmienić cel swojej wyprawy na biegun południowy.
Amundsen nie ogłosił jednak od razu swoich planów. Nie miał bowiem gwarancji, że sponsorzy, oczekujący przeprowadzenia szeroko zakrojonych badań w rejonie bieguna północnego, nie wycofają swojego wsparcia. Ponadto zmiana planów mogła spowodować wycofanie przez Nansena zgody na użycie statku „Fram”. Zgody na przeprowadzenie wyprawy badawczej na biegun południowy mógł nie wydać także norweski parlament, obawiający się konfliktu na tym tle z Wielką Brytanią, ojczyzną Scotta. O zmianie planów dowiedzieli się więc tylko Leon Amundsen, brat Roalda, oraz Thorvald Nilsen. Na krótko przed rozpoczęciem wyprawy nieświadomy planów norweskiego podróżnika Scott zaproponował Amundsenowi podjęcie współpracy. Wysłał swojemu przyszłemu konkurentowi aparaturę, dzięki której możliwe miało się stać przeprowadzenie takich samych pomiarów przez Scotta na biegunie południowym i Amundsena na biegunie północnym. Gdy testował zaś sanie motorowe w Norwegii, zatelefonował do Amundsena, by porozmawiać na temat koordynacji ich działań. Amundsen nie podszedł wówczas do telefonu.
Zgodnie ze zmienionym planem podróży, „Fram” miał opuścić Norwegię w sierpniu 1910 roku i po drodze zawinąć na Maderę. Stamtąd statek miał skierować się prosto w kierunku Morza Rossa, do Zatoki Wielorybiej, położonej w obrębie Lodowca Szelfowego Rossa, gdzie Amundsen planował założyć swoją bazę. Zatoka Wielorybia była najdalej na południe wysuniętym punktem, do którego mógł dopłynąć statek. Położona była o ok. 60 mil morskich (ok. 110 kilometrów) bliżej bieguna południowego niż wybrana na bazę przez Scotta cieśnina McMurdo Sound. Shackleton uznał wprawdzie Zatokę Wielorybią za obszar niestabilny, lecz Amundsen wywnioskował z jego zapisków, że lód w tamtym rejonie był osadzony na wielu szkierach i mieliznach i – co za tym idzie – mógł zapewnić dogodną podstawę pod budowę obozu.

### Środki transportu, sprzęt i zapasy

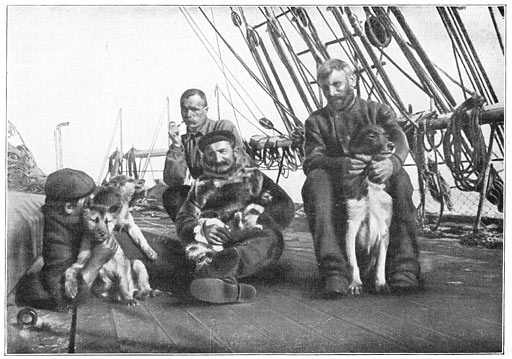
Na pokład „Frama” załoga zabrała około setki psów

Amundsen – w przeciwieństwie do brytyjskich badaczy, w tym Scotta i Shackletona – zdecydował się na zabranie ze sobą na Antarktydę psów zaprzęgowych. Zwierzęta te były znacznie bardziej wytrzymałe od preferowanych przez Scotta kuców, a także mogły posłużyć jako źródło mięsa zarówno dla uczestników wyprawy, jak i innych psów. Na pokład „Frama” zabrano ostatecznie 97 psów grenlandzkich.
Amundsen zaprojektował buty do nart, które były testowane przez dwa lata, dzięki czemu udało się je udoskonalić. Ubrania polarników były wykonane ze skór fok z Grenlandii, reniferów, uzupełnionych przez ubrania z gabardyny firmy Burberry. Sanie zostały skonstruowane z drewna z norweskiego jesionu, zaś płozy – z drewna amerykańskiego orzesznika. Narty, również wykonane z drewna orzesznikowego, zostały znacząco wydłużone, by zminimalizować ryzyko wpadnięcia do szczeliny lodowcowej. Do gotowania podczas pieszej wędrówki Amundsen wybrał kuchenkę Primus szwedzkiej produkcji.
Czerpiąc z doświadczeń, jakie zdobył na pokładzie statku „Belgica” w latach 1896–1899, Amundsen starał się zapobiec wystąpieniu szkorbutu u członków ekspedycji. Choć nie wiedziano wówczas jeszcze o tym, że przyczyną szkorbutu jest niedobór witaminy C, to zdawano sobie sprawę, że rozwojowi choroby przeciwdziała jedzenie świeżego mięsa. Amundsen zaplanował więc regularne dodawanie do posiłków foczego mięsa. Ponadto zamówił przed podróżą specjalny rodzaj pemikanu z warzywami i owsem, który miał urozmaicać dietę żeglarzy. Na pokładzie znalazły się także duże zapasy wina i spirytusu, używanego w celach medycznych oraz do konsumpcji podczas świąt. By podtrzymać morale wśród członków załogi, Amundsen wyposażył statek w biblioteczkę liczącą ok. 3000 książek, gramofon i różnego rodzaju instrumenty muzyczne.

## Przebieg

### Podróż na Antarktydę

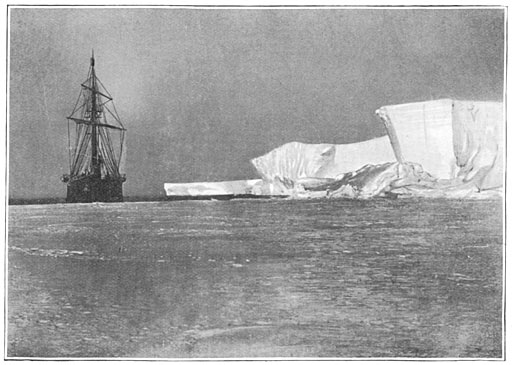
Statek „Fram” u wybrzeży Antarktydy

Wraz ze zbliżaniem się daty wypłynięcia z Norwegii Amundsen napotykał na coraz większe kłopoty przy zbieraniu funduszy. Z powodu małego zainteresowania opinii publicznej umowy z redakcjami gazet zostały zawieszone, zaś parlament odmówił przekazania Amundsenowi kolejnej dotacji w wysokości 25 tysięcy koron. Amundsen został zmuszony do zastawienia swojego domu, by umożliwić przeprowadzenie ekspedycji. Aby uniknąć finansowej ruiny po powrocie z Antarktydy, wyprawa musiała zakończyć się dla niego sukcesem.
Po trwającym miesiąc rejsie próbnym po północnym Atlantyku „Fram” zawinął w lipcu 1910 roku do portu Kristiansand w południowej Norwegii. Załadowano tam na pokład psy zaprzęgowe i przeprowadzono końcowe przygotowania do odpłynięcia. Podczas pobytu w Kristiansand Amundsen otrzymał ofertę pomocy od Petera Christophersena, norweskiego ekspatrianta, którego brat przebywał w Buenos Aires. Christophersen miał zapewnić członkom ekspedycji dostawy paliwa i prowiantu, które załoga odebrać miała w Montevideo lub Buenos Aires. Amundsen zaakceptował ofertę. Na krótko przed odpłynięciem „Frama”, które miało miejsce 9 sierpnia, Amundsen ujawnił prawdziwy cel wyprawy swoim oficerom – Prestrudowi i Gjertsenowi. Podczas czterotygodniowej podróży do Funchal na Maderze załoga zaczęła dostrzegać czynione przez kapitana i jego zastępców przygotowania, które nie byłyby potrzebne w przypadku wyprawy na biegun północny. Na pokład zabrano na przykład prefabrykaty do budowy chaty, której wzniesienie byłoby niemożliwe podczas wielomiesięcznego dryfowania po Morzu Arktycznym . Rodziło to wśród uczestników wyprawy liczne podejrzenia i brak zaufania do dowódcy ekspedycji.
„Fram” dopłynął do Funchal 6 września. Trzy dni później Amundsen przedstawił rzeczywisty cel podróży całej załodze. Następnie zapytał każdego z uczestników wyprawy o to, czy nadal chce popłynąć wraz z nim. Wszyscy odpowiedzieli twierdząco. Amundsen napisał wówczas list do Nansena, w którym tłumaczył powody zmiany celu podróży, przepraszał za oszustwo i wyrażał nadzieję na pełne powodzenie ekspedycji. Przed wypłynięciem z Funchal Amundsen wysłał także telegram do Scotta, w którym informował Brytyjczyka o swojej zmianie planów. Scott wypłynął z Cardiff 15 czerwca i na początku października miał pojawić się w Australii. Telegram wysłano więc do Melbourne. Informacja o zmianie celu podróży Amundsena na biegun południowy spotkała się z wrogim przyjęciem opinii publicznej zarówno w Wielkiej Brytanii, jak i Norwegii. Plany Amundsena zostały jednak zaakceptowane przez Fridtjofa Nansena.
Załoga „Frama” podróżowała na południe w szybkim tempie. 1 stycznia 1911 roku z pokładu dostrzeżono pierwsze góry lodowe. 11 stycznia na horyzoncie pojawił się Lodowiec Szelfowy Rossa, zaś 14 stycznia „Fram” wpłynął do Zatoki Wielorybiej.

### Założenie bazy

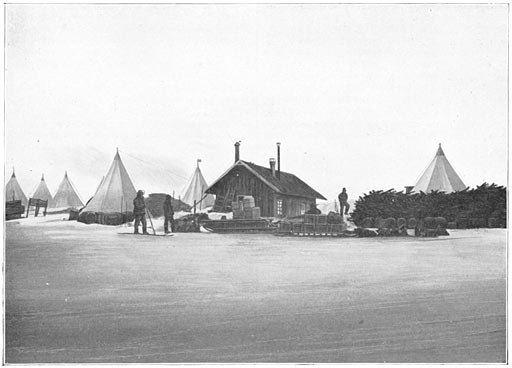
Baza Framheim

Po zakotwiczeniu „Frama” u południowych wybrzeży Zatoki Wielorybiej Amundsen wybrał lokalizację pod budowę bazy, znajdującą się ok. 2,2 mil morskich (ok. 4,1 kilometra) od statku. Sprzęt i zapasy zostały przewiezione do przyszłej bazy przy pomocy sześciu psich zaprzęgów. Bjaaland i Stubberud wyrównali teren i położyli fundamenty pod budowę niewielkiej chaty z prefabrykatów. Ze względu na fakt, że na terenie tym przeważały silne, wschodnie wiatry, dłuższe ściany budynku zostały skierowane na północ i południe, zaś drzwi umieszczono w ścianie zachodniej. Dzięki temu wiatr uderzał wyłącznie w krótką i szczelną ściankę wschodnią. 21 stycznia ukończono budowę dachu, zaś 27 stycznia baza była gotowa do użytkowania. Do tego czasu do bazy przetransportowano zapasy mięsa, na które składało się między innymi około dwustu fok. Bazie nadano nazwę Framheim.
Rankiem 3 lutego do Zatoki Wielorybiej wpłynął nieoczekiwanie statek „Terra Nova” z członkami ekspedycji Scotta na pokładzie. Statek ten wyruszył z Nowej Zelandii 29 listopada 1910 roku i dopłynął do Antarktydy na początku stycznia 1911 roku. Po wysadzeniu Scotta i większości załogi w cieśninie McMurdo Sound, sześcioro badaczy dowodzonych przez Victora Campbella, skierowało statek w kierunku Półwyspu Edwarda VII. Pokrywa lodowa uniemożliwiła jednak załodze „Terra Novy” wyjście na brzeg, więc Campbell zdecydował się płynąć w poszukiwaniu miejsca dogodnego do lądowania dalej na zachód, wzdłuż Lodowca Szelfowego Rossa. Wówczas załoga dostrzegła kotwiczącego w Zatoce Wielorybiej „Frama”. Polarnicy dowiedzieli się więc, że Amundsen będzie rozpoczynał marsz w kierunku bieguna południowego z przewagą około 60 mil morskich nad Scottem. Podczas spotkania obu ekspedycji nie doszło jednak do żadnych incydentów. Campbell wraz ze swoimi oficerami, Harrym Pennellem oraz George’em Murrayem Levickiem, zostali zaproszeni na śniadanie na pokład „Frama”. Następnie zaś Amundsen wszedł na pokład „Terry Novy”. Norweg zaoferował Campbellowi użyczenie okolic Framheimu pod budowę brytyjskiej bazy dla eksploracji Półwyspu Edwarda VII. Campbell nie przystał jednak na tę propozycję i wyruszył z powrotem do cieśniny McMurdo Sound, by poinformować Scotta o postępach ekspedycji Amundsena.

### Przygotowania do wymarszu na południe

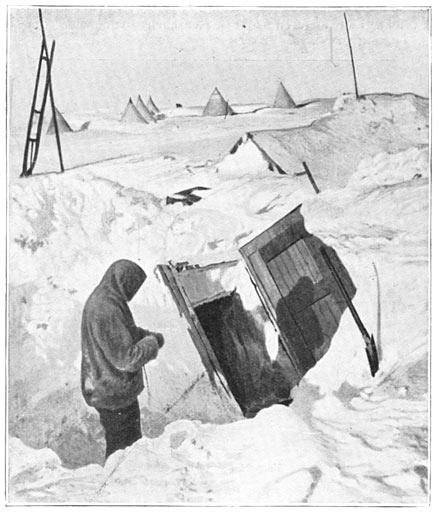
Baza główna ekspedycji Amundsena

Na początku lutego Amundsen rozpoczął organizację wypraw mających na celu zakładanie kolejnych obozów ze sprzętem i zapasami. Rozmieszczenie magazynów w regularnych odstępach minimalizowało ilość pożywienia i paliwa, które grupa podróżująca później na biegun południowy musiała ze sobą przewozić. Podróże przygotowawcze były pierwszym testem sprawności sprzętu i psich zaprzęgów, a także wytrzymałości uczestników podróży. W pierwszą wyprawę, która rozpoczęła się 10 lutego, Amundsen zabrał ze sobą Prestruda, Hanssena i Johansena, a także trzy zaprzęgi liczące w sumie 18 psów. Przed opuszczeniem obozu Amundsen pozostawił Nilsenowi instrukcje dotyczące „Frama”. Statek miał wypłynąć do Buenos Aires po zaopatrzenie, następnie rozpocząć badania Oceanu Południowego i na początku 1912 roku powrócić po tych członków ekspedycji, którzy zostaną na Antarktydzie.
Amundsen wraz ze swoimi trzema towarzyszami pokonywali Lodowiec Szelfowy Rossa w szybkim tempie. Pierwszego dnia przebyli 15 mil morskich (ok. 28 kilometrów). W swoich zapiskach Amundsen stwierdził, że było to w dużej mierze zasługą psich zaprzęgów. Zespół dotarł do równoleżnika 80°S 14 lutego i po założeniu tam obozu rozpoczął drogę powrotną. Do Framheimu badacze powrócili 16 lutego.
Druga wyprawa przygotowawcza opuściła Framheim 22 lutego. Liczyła ośmiu członków załogi, siedem zaprzęgów i 42 psy. Warunki na lodowcu szelfowym znacznie się jednak pogorszyły. Średnia dzienna temperatura spadła do 9 °C, zaczął wiać silny wiatr, który przenosił nisko nad ziemią drobiny sypkiego śniegu. W temperaturach dochodzących do –40 °C zespół dotarł do równoleżnika 81°S 3 marca. Założono tam drugi obóz. Następnie Amundsen, Hanssen, Prestrud, Johansen i Wisting wraz z najsilniejszymi psami podjęli próbę dotarcia do równoleżnika 83°S, lecz w trudnych warunkach osiągnęli jedynie równoleżnik 82°S. 8 marca rozpoczęli powrót w kierunku Framheimu, a 22 marca dotarli do bazy. Amundsen chciał przetransportować do założonych obozów więcej pożywienia nim zapadnie noc polarna, więc 31 marca rozpoczęła się kolejna wyprawa. Amundsen zachorował i nie mógł wziąć udziału w tej podróży, więc na dowódcę wyznaczył najbardziej doświadczonego Johansena. Do pierwszego obozu zostało wówczas przewiezionych sześć fok o łącznej wadze ok. 1100 kilogramów. Zespół w drodze powrotnej zabłądził na polu szczelin lodowcowych i powrócił do bazy 11 kwietnia – trzy dni później niż pierwotnie zakładano.

### Zima

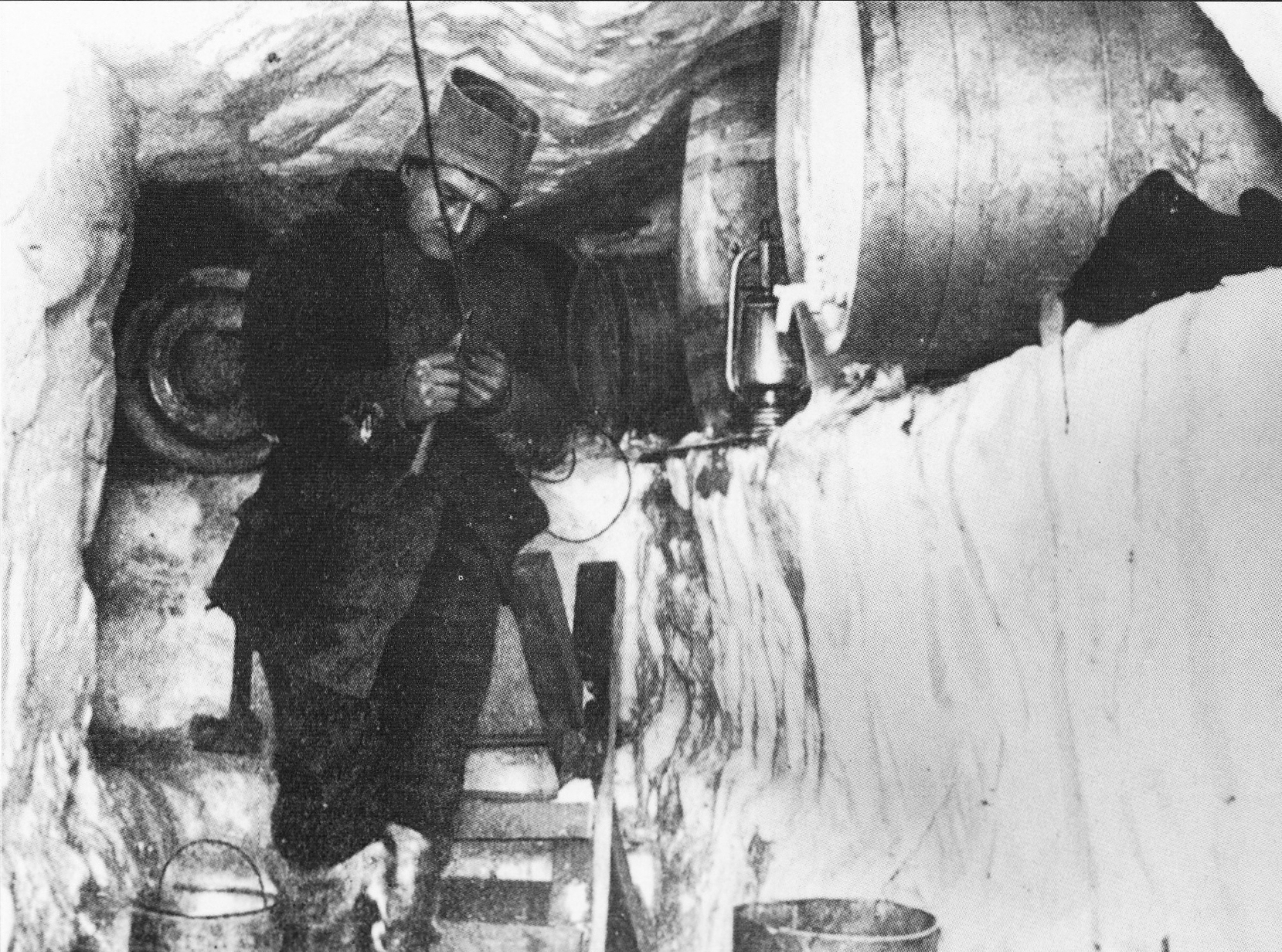
Magazyn z paliwem w bazie Framheim

Nad Framheimem noc polarna zapadła 21 kwietnia. Aby podtrzymać morale załogi podczas wielomiesięcznego braku światła słonecznego, Amundsen starał się zapewnić swoim towarzyszom dużo zajęć. Jednym z nich była konieczność wyremontowania sań i zaadaptowania ich do trudnych, antarktycznych warunków. Sanie zakupione przed wyprawą okazały się nieefektywne podczas wypraw przygotowawczych, więc Amundsen planował użycie starych sań, użytkowanych jeszcze przez Sverdrupa podczas ekspedycji z lat 1898–1902. Bjaaland zmniejszył ich wagę przy pomocy struga, a także wykonał własnoręcznie trzy nowe sanie z przechowywanego w magazynie zapasowego drewna z orzeszników. Sanie pozostałe po ekspedycjach Sverdrupa miały zostać użyte na początku wyprawy na biegun, zaś te wykonane przez Bjaalanda – na krótko przed dotarciem do celu, podczas podróży przez Płaskowyż Polarny.
Podczas gdy Bjaaland pracował nad saniami, Johansen zajął się przygotowaniem prowiantu. Z bazy wraz z badaczami miało wyruszyć ok. 42 tysiące biszkoptów, 1320 kawałków pemikanu i ok. 100 kilogramów czekolady. Pozostali członkowie załogi przygotowywali do użycia buty, sprzęt kuchenny, gogle, narty i namioty. By zapobiec wystąpieniu szkorbutu wszyscy polarnicy jedli co drugi dzień focze mięso, a także przywiezione przez Lindstrøma maliny i jagody. Dietę wzbogacał także chleb pieczony na świeżych drożdżach. Pobyt w bazie Framheim był urozmaicany także przez liczne uroczystości i okazje do zabawy. 7 czerwca obchodzono norweski dzień niepodległości, 17 maja – urodziny Lindstrøma, a 23 czerwca otwarto prezenty z okazji wigilii przesilenia letniego.
Amundsen był przekonany o niezawodności przygotowanego przez siebie sprzętu i wysokich kwalifikacjach podwładnych. Obawiał się jednak, że sanie motorowe, które posiadał Scott pozwolą mu na osiągnięcie bieguna południowego znacznie szybciej od ekspedycji norweskiej. Dlatego też, mimo przestróg Johansena, zaplanował wymarsz natychmiast po zakończeniu nocy polarnej. 24 sierpnia siedem sań było gotowych do drogi. Obawy Johansena okazały się jednak słuszne i ekipa musiała zrezygnować z opuszczenia bazy z powodu temperatur sięgających –58 °C. 8 września, kiedy temperatury wzrosły do –27 °C, Amundsen uznał, że nie może już dłużej czekać i zarządził wymarsz. Na południe wyruszyło ośmiu z dziewięciu przebywających w bazie polarników. We Framheimie pozostał tylko Lindstrøm.

### Falstart

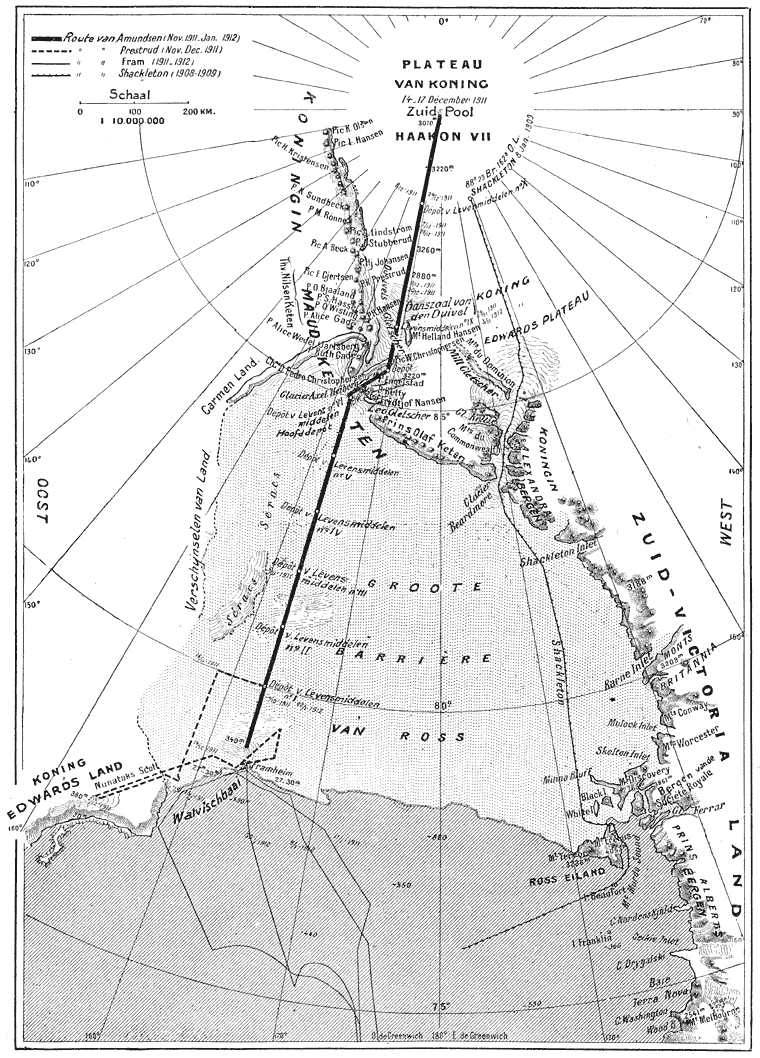
Mapa przedstawiająca trasę podróży grupy Amundsena i szlak, którym kilka lat wcześniej przemieszczał się Shackleton

Początkowo zespół robił szybkie postępy, przebywając średnio 15 mil morskich (28 kilometrów) dziennie. Z czasem jednak coraz większym problemem zaczęły się stawać ekstremalnie niskie temperatury. Dzięki ubraniom ze skór wilków i reniferów, polarnicy byli w stanie wytrzymać mróz podczas poruszania się, lecz w czasie postojów zimno stawało się ciężkie do zniesienia. Odmrożeniom ulegały także łapy psów zaprzęgowych. 12 września, gdy temperatury sięgnęły –56 °C, zespół zatrzymał się po przebyciu 4 mil morskich (7,4 kilometra) i przystąpił do budowy igloo. Amundsen uznał, że decyzja o wymarszu została podjęta zbyt wcześnie i nakazał powrót do Framheimu.
14 września, podczas powrotu do bazy, zespół pozostawił większość zapasów w magazynie na równoleżniku 80°S, co miało służyć odciążeniu sań. 15 września, przy bardzo niskiej temperaturze i silnym wietrze, zdechło kilka psów, zaś kilka innych zostało umieszczonych na saniach, gdyż nie było w stanie biec dalej. 16 września, 40 mil morskich (ok. 57 kilometrów) od Framheimu, Amundsen nakazał towarzyszom jak najszybszy powrót do bazy. Na jednych saniach z Wistingiem i Hanssenem wyruszył przodem i dotarł do bazy po dziewięciu godzinach. Dwie godziny później na miejsce przybyli Stubberud i Bjaaland, a krótko po nich Hassel. Johansen i Prestrud dotarli do bazy po kilku kolejnych godzinach. Prestrud miał odmrożone pięty. Następnego dnia doszło do ostrej wymiany zdań pomiędzy Amundsenem a Johansenem, który uznał, że został podczas powrotu opuszczony przez dowódcę. Grupa, która miała dotrzeć do bieguna południowego, została wówczas ograniczona do pięciu osób. Johansen został oddany pod komendę znacznie młodszego Prestruda – razem z nim i Stubberudem miał za zadanie przeprowadzić eksplorację Półwyspu Edwarda VII.

### Podróż na biegun południowy

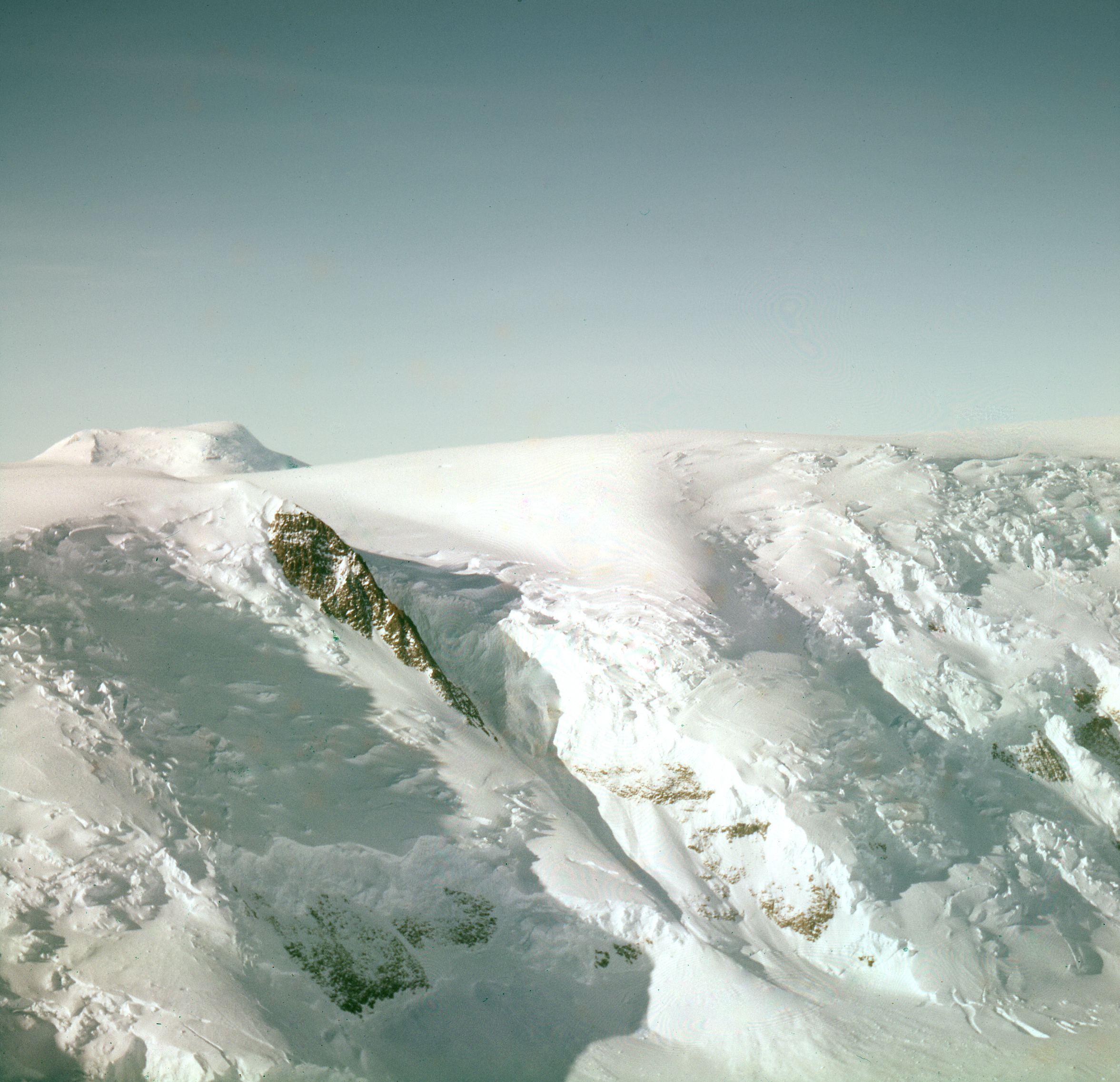
Lodowiec Axela Heiberga w lecie 1956 roku

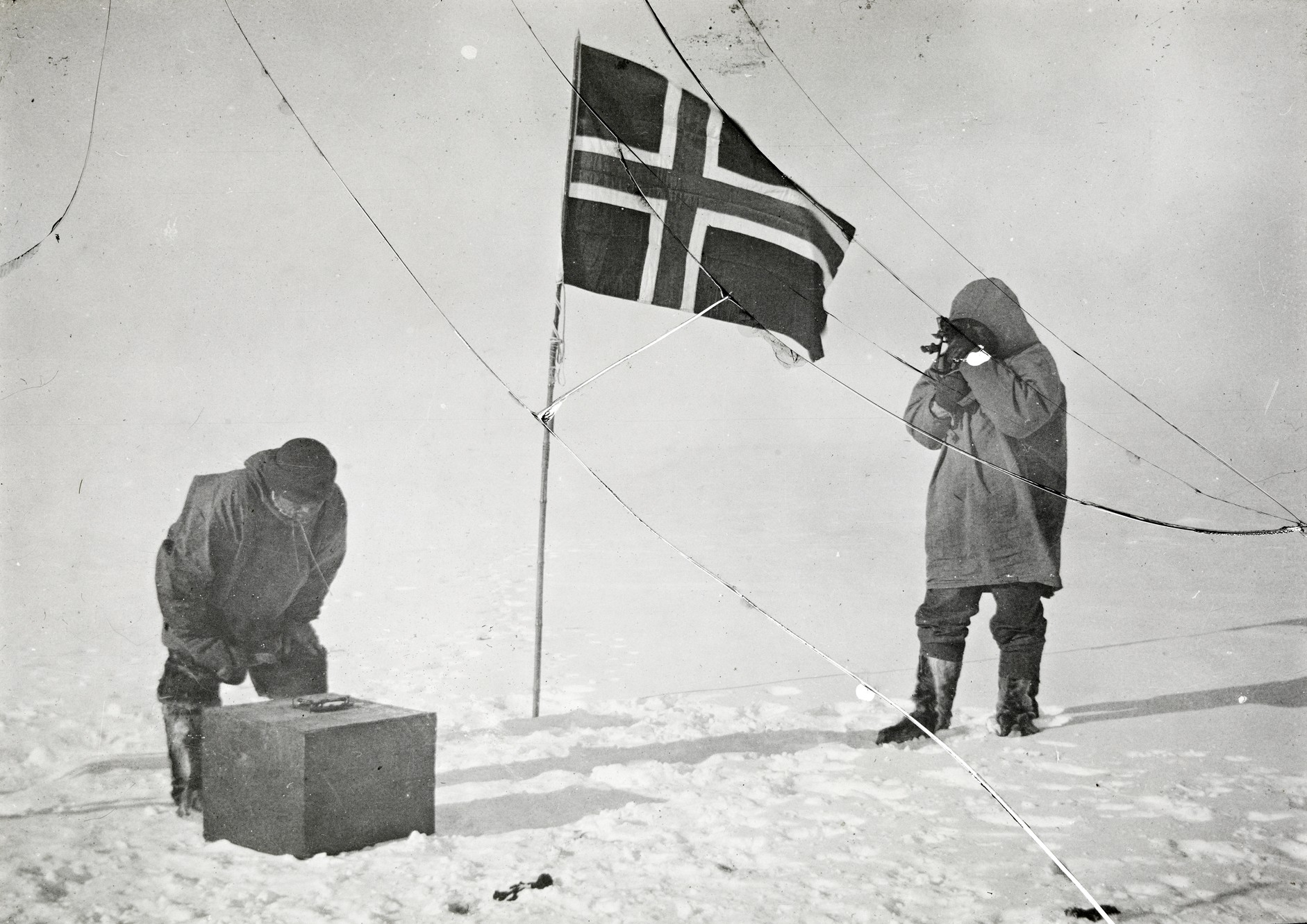
Umieszczenie norweskiej flagi na biegunie południowym

Amundsen poczekał z kolejną próbą wymarszu do połowy października. Początkowo zamierzał wyruszyć na południe 15 października, ale został powstrzymany na kilka kolejnych dni przez złe warunki pogodowe. 19 października wyruszył z bazy wraz z czterema towarzyszami, czterema zaprzęgami i 52 psami. Pogoda szybko się pogorszyła. W gęstej mgle zespół zabłądził i wkroczył na pole szczelin lodowcowych, które odkrył jesienią Johansen. Zgodnie z późniejszymi relacjami Wistinga, podczas podróży przez obszar pokryty licznymi szczelinami, Amundsen niemalże wpadł do jednej z nich.
Pomimo początkowych trudności, zespół badawczy podróżował ze średnią prędkością 15 mil morskich (28 kilometrów) na dzień i 5 listopada dotarł do magazynu na równoleżniku 82°S. Polarnicy oznaczali drogę swej podróży przy pomocy zbudowanych ze śniegu kopców, usypywanych co 3 mile morskie. 17 listopada dotarli do krańca lodowca szelfowego i wkroczyli w Góry Transantarktyczne. W przeciwieństwie do Scotta, który podróżował wytyczonym przez Shackletona szlakiem przez Lodowiec Beardmore’a, Amundsen musiał znaleźć własną trasę przecinającą pasmo górskie. Po wielokrotnych próbach wspięcia się na okoliczne szczyty, członkowie ekspedycji znaleźli lodowiec o długości ok. 30 mil morskich (ok. 56 kilometrów), prowadzący prosto na Płaskowyż Polarny. Amundsen nazwał go Lodowcem Axela Heiberga na cześć jednego z jego głównych sponsorów. Wspinaczka w górę lodowca była trudniejsza, niż Amundsen początkowo zakładał. Postępy utrudniała konieczność częstego zmieniania kierunku i obecność grubej warstwy sypkiego śniegu. 19 listopada, podczas wspinaczki, doszło natomiast do kłótni pomiędzy Amundsenem a Bjaalandem. W jej wyniku Bjaaland otrzymał rozkaz powrotu do bazy wraz z Hasselem. Później jednak Amundsen zmienił zdanie pod wpływem przeprosin stolarza. Bez dalszych incydentów, po trzech dniach wspinaczki, badacze dotarli na szczyt lodowca, położony na wysokości 3200 m n.p.m., na równoleżniku 85°36′S.
Po dotarciu na szczyt lodowca, Amundsen i jego towarzysze rozpoczęli przygotowania do ostatniego etapu podróży. Spośród 45 psów, które przeżyły kilkudniową wspinaczkę, podróż kontynuować miało tylko 18. Pozostałe zostały zabite przez polarników. Następnie je oprawiono, a mięso podzielono na dwie części, z których jedna miała stanowić pożywienie polarników, a druga – pożywienie innych psów. Na sanie załadowano prowiant na 60 dni. Niesprzyjające warunki pogodowe powstrzymały dalszy marsz do 25 listopada. Wymarsz odbywał się zaś pod osłoną gęstej mgły. Postępy były spowalniane także przez gęstą sieć szczelin lodowcowych. 4 grudnia badacze wkroczyli na obszar szczelin lodowcowych ukrytych pod cienką warstwą lodu i śniegu, zaś kilka dni później dotarli na obszar stabilnego podłoża. Przekroczyli już wówczas równoleżnik 87°S.
8 grudnia członkowie ekspedycji dotarli do równoleżnika 88°23′S i pobili tym samym rekord w odległości dzielącej człowieka od bieguna południowego, ustanowiony w 1909 roku przez Ernesta Shackletona. Wraz ze zbliżaniem się do bieguna, badacze zaczęli szukać śladów obecności innej ekspedycji, która mogła dotrzeć tam przed nimi. 12 grudnia dostrzegli na horyzoncie czarny obiekt, który okazał się jednak być ich własnymi psami zaprzęgowymi śpiącymi w oddali, powiększonymi dodatkowo przez złudzenie optyczne. 13 grudnia polarnicy obozowali na równoleżniku 89°45′S, a więc 15 mil morskich (28 kilometrów) od bieguna południowego. Kolejnego dnia Amundsen przy aprobacie swoich towarzyszy wyruszył na czele wyprawy i około godziny 15:00 dotarł w okolice bieguna południowego. Następnie wraz ze swymi towarzyszami umieścił w lodzie norweską flagę i nadał Płaskowyżowi Polarnemu nazwę „Płaskowyżu Króla Haakona VII”.
Przez kolejne trzy dni badacze dokonywali pomiarów w celu ustalenia dokładnej pozycji bieguna południowego. Amundsen chciał bowiem dać Scottowi jasny sygnał, że go wyprzedził, by nie powtórzyła się sytuacja sprzed kilku lat, kiedy Cook i Peary walczyli o tytuł zdobywcy bieguna północnego. Po dokonaniu przy pomocy sekstantu wielu pomiarów o różnych porach dnia, Bjaaland, Wisting i Hassel wyruszyli na nartach w trzech różnych kierunkach. Amundsen liczył na to, że przynajmniej jeden z nich przekroczy biegun południowy. Ostatecznie polarnicy rozbili namiot w miejscu, w którym według ich obliczeń powinien znajdować się biegun. Namiot ten otrzymał nazwę Polheim, zaś w jego środku umieszczono sprzęt dla Scotta i list, który – zgodnie z prośbą Amundsena – Scott miał dostarczyć królowi Haakonowi.

### Powrót
18 grudnia zespół rozpoczął powrót do bazy Framheim. Amundsen chciał dotrzeć na wybrzeże nim uczyni to Scott, by jako pierwszy podać opinii publicznej wiadomość o dotarciu do bieguna. Pomimo to ograniczył dystans pokonywany dziennie do 15 mil morskich (ok. 28 kilometrów). Podczas podróży powrotnej trwał już dzień polarny, więc polarnicy podróżowali, gdy słońce znajdowało się za ich plecami, aby zminimalizować ryzyko wystąpienia u nich ślepoty śnieżnej. Wędrując wzdłuż szlaku z usypanych przez siebie śnieżnych kopców, zespół dotarł 4 stycznia do szczytu Lodowca Axela Heiberga i rozpoczął schodzenie w kierunku Lodowca Szelfowego Rossa. 7 stycznia badacze dotarli do pierwszego z magazynów zlokalizowanych na lodowcu szelfowym. Wówczas Amundsen zarządził zwiększenie tempa. Od tego czasu grupa pokonywała 15 mil morskich w ciągu sześciu godzin, potem odpoczywała przez kolejne sześć godzin i znów ruszała w drogę. Pokonywała w ten sposób 30 mil morskich (56 kilometrów) w ciągu dnia i 25 stycznia, około 4:00 nad ranem, dotarła do bazy. Spośród 52 psów, które wyruszyły z bazy w październiku, przetrwało 11. Wyprawa na biegun południowy trwała 99 dni (o 10 mniej od wcześniejszych założeń). Amundsen i jego towarzysze pokonali w tym czasie 1860 mil morskich (ok. 3440 kilometrów).
Po dotarciu do bazy i spożyciu obiadu, zespół załadował na „Frama” ocalałe psy i najcenniejsze elementy sprzętu i wyposażenia. 30 stycznia „Fram” wypłynął z Zatoki Wielorybiej. Celem podróży było Hobart na Tasmanii. Podczas trwającej pięć tygodni podróży Amundsen przygotował telegramy do swego brata, Leona, Nansena i króla Haakona, w których informował adresatów o odniesionym sukcesie, a także przygotował szkic komunikatu, który zamierzał wysłać do prasy. 7 marca „Fram” dotarł do Hobart, skąd Amundsen wysłał telegramy, a także przesłał pierwszą relację z podróży redakcji Daily Chronicle. „Fram” pozostał w Hobart przez dwa tygodnie. W tym czasie do portu zawinął także statek „Aurora”, na którym na południe podróżowała Australijska Ekspedycja Antarktyczna pod dowództwem Douglasa Mawsona. Amundsen podarował Mawsonowi ocalałe z własnej ekspedycji psy.

### Badania Półwyspu Edwarda VII

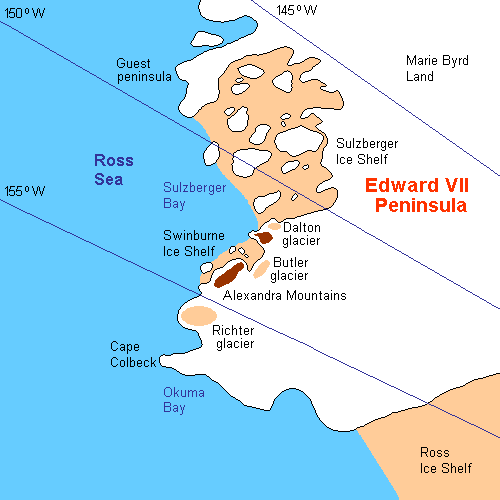
Mapa przedstawiająca Półwysep Edwarda VII

Poza wyprawą na biegun południowy, członkowie ekspedycji prowadzili eksplorację Półwyspu Edwarda VII i wybrzeży Zatoki Wielorybiej. Po wyruszeniu na południe grupy dowodzonej przez Amundsena, Kristian Prestrud, Jørgen Stubberud i Hjalmar Johansen przez kilka dni prowadzili badania topograficzne w okolicy bazy. Były one utrudniane przez złą pogodę. Badacze przygotowywali się w międzyczasie do wyruszenia na Półwysep Edwarda VII. Zamierzali powrócić do bazy przed Świętami Bożego Narodzenia, co oznaczało, że musieli opuścić Framheim w pierwszej połowie listopada. Na 8 listopada zaplanowano wymarsz. Odbył się on bez przeszkód. Początkowo polarnicy skierowali się na południe, w kierunku pierwszego z magazynów założonych latem poprzedniego roku. Mieli tam uzupełnić zapasy i zabrać ze sobą sprzęt niezbędny do wykonania istotnych pomiarów. Podróżnicy utrzymywali wysokie tempo. W ciągu każdego dnia pokonywali 19 mil morskich (ok. 35 kilometrów). Stubberud i Johansen kierowali dwoma psimi zaprzęgami, z których każdy liczył po siedem psów.
12 listopada polarnicy dotarli do magazynu. Zabrali z niego cztery skrzynie pemikanu, ok. 10 kilogramów mleka w proszku, ok. 25 kilogramów biszkoptów oraz około 25 litrów parafiny. Uzupełnili wówczas także swój sprzęt o teodolit, aneroid, hipsometr, dwa termometry i aparat fotograficzny. 13 listopada, we mgle, wyruszyli z magazynu i skierowali się na wschód. Po kilku dniach podróży w tym kierunku polarnicy znaleźli się na południku 158°W. Jako że nadal nie byli w stanie dostrzec granicy Lodowca Szelfowego Rossa, skierowali się wtedy na północ. 23 listopada, po siedmiu dniach wędrówki, dotarli na wybrzeże. Uzupełnili tam swoje zapasy zabijając cztery foki.
Wraz z przybyciem na wybrzeże badacze zbliżyli się do granicy Lodowca Szelfowego Rossa. Byli stamtąd w stanie dostrzec szczyty położone na Półwyspie Edwarda VII. Po przeprowadzeniu kolejnych pomiarów wyruszyli w ich kierunku. Teren zaczął się wówczas wznosić. 26 listopada postępy ekspedycji zostały powstrzymane przez śnieżycę. Prestrud, Johansen i Stubberud rozbili więc obóz i – w celu utrzymania dobrych nastrojów – uczcili przypadające w tym dniu urodziny królowej Maud. 28 listopada podjęli dalszą wędrówkę. Tego samego dnia znaleźli się na wysokości ok. 300 m n.p.m. Po przebyciu kolejnych kilku kilometrów zorientowali się, że pokrywa lodowa, po której się poruszają, jest osadzona na podstawie lądowej. Zostali w ten sposób pierwszymi ludźmi, którzy postawili stopy na Półwyspie Edwarda VII.
1 grudnia uczestnicy ekspedycji dostrzegli nunataki wzmiankowane już wcześniej przez Roberta Scotta. Tego samego dnia dotarli w ich okolice. Próbę wspięcia się na nie powstrzymał jednak silny wiatr. 3 grudnia badacze pozostawili psy w obozie i wyruszyli w kierunku szczytów. Gdy dotarli na jeden z nich, dostrzegli fragment odkrytego zbocza. Pobrali z niego próbki skał i mchu. Przy pomocy kompasu ustalili, że w skałach tych znajdowała się ruda żelaza. 7 grudnia, po przeczekaniu w obozie kolejnej zamieci, trzej polarnicy powrócili na szczyt, by zatknąć na nim norweską flagę. 9 grudnia rozpoczęli zaś powrót do Framheimu. Podczas podróży na zachód utrzymywali wysokie tempo, pokonując średnio 20 mil morskich (ok. 37 kilometrów) dziennie. Do bazy powrócili 16 grudnia.
Prestrud, Johansen i Stubberud spędzili w bazie dwa dni. 18 grudnia wyruszyli na trwającą do 23 grudnia wyprawę mającą na celu zbadanie wybrzeży Zatoki Wielorybiej. We Framheimie spędzili Święta Bożego Narodzenia, zaś w dniach 1–11 stycznia odbyli wyprawę na południowy zachód.

### Podróż „Frama”
Po opuszczeniu Zatoki Wielorybiej 15 lutego 1911 roku, „Fram” skierował się na Buenos Aires. Do argentyńskiego miasta dotarł 17 kwietnia. Na miejscu Nilsen zorientował się, że fundusze, którymi dysponowała ekspedycja, nie wystarczą na zgromadzenie odpowiednich ilości sprzętu i zaopatrzenia oraz na dokonanie wszystkich koniecznych napraw na statku. W Buenos Aires przebywał jednak Peter Christopherson, który wywiązał się z zawartego rok wcześniej zobowiązania i dostarczył załodze statku żywność i paliwo. Następnie „Fram” wypłynął w trzymiesięczny rejs po Oceanie Atlantyckim i Oceanie Południowym, podczas którego jego załoga przeprowadziła badania oceanograficzne. We wrześniu statek powrócił do Buenos Aires by dokonać kolejnych napraw i uzupełnić braki w zaopatrzeniu. 5 października wypłynął w kierunku Antarktydy. Silny sztorm wydłużył czas trwania rejsu, lecz 9 stycznia 1912 roku statek dotarł do Zatoki Wielorybiej. 17 stycznia w jego pobliżu pojawił się statek „Kainan Maru” należący do Japońskiej Ekspedycji Antarktycznej pod dowództwem Nobu Shirase. Komunikacja pomiędzy załogami obu statków była ograniczona przez barierę językową, lecz Norwegowie zrozumieli, że Japończycy zamierzają wylądować na Półwyspie Edwarda VII. 18 stycznia „Kainan Maru” opuścił Zatokę Wielorybią, a 26 stycznia jako pierwszy w historii przybił do brzegów półwyspu.

## Następstwa

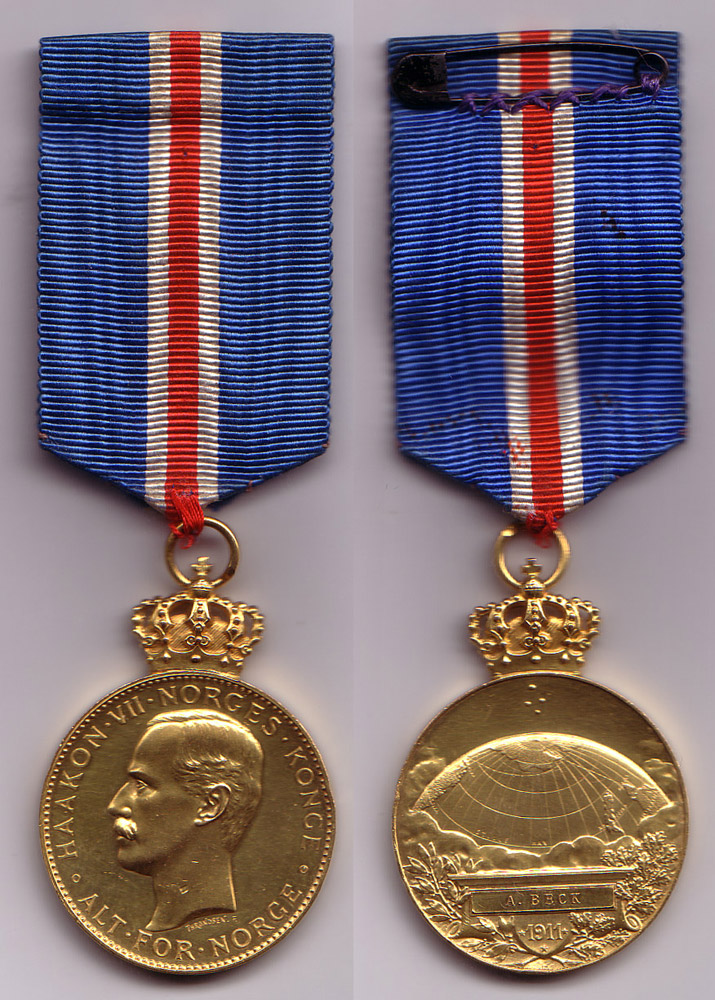
Norweski Medal Bieguna Północnego

### Reakcje po ogłoszeniu sukcesu wyprawy
Podczas pobytu w Hobart, Amundsen otrzymał telegramy z gratulacjami między innymi od Prezydenta Stanów Zjednoczonych Theodora Roosevelta i króla Wielkiej Brytanii Jerzego V. Ten ostatni wyraził także radość z faktu, że pierwszy port, do którego przybił Amundsen po swoim sukcesie znajdował się na ziemi podporządkowanej koronie brytyjskiej. W Norwegii, która sześć lat wcześniej uzyskała niezależność od Szwecji, wiadomość o zdobyciu bieguna południowego odbiła się szerokim echem. Wiele instytucji państwowych wywiesiło z tej okazji norweską flagę przed swoją siedzibą. Wszyscy członkowie ekspedycji zostali nagrodzeni Norweskim Medalem Bieguna Południowego (norw. nynorsk Sydpolsmedaljen), ustanowionym przez króla Haakona w celu uczczenia sukcesu Amundsena. Dokumentacja wyprawy została wpisana w 2005 roku na listę Pamięć Świata.
Reakcje brytyjskiej prasy były powściągliwe, lecz pozytywne. Sukces Amundsena entuzjastycznie przyjęły czasopisma Daily Chronicle oraz Illustrated London News. Miały one jednak znaczny wkład finansowy w norweską ekspedycję. Pozytywne opinie wystawiły także redakcje gazety The Manchester Guardian oraz magazynu Young England. The Times upomniał natomiast Amundsena za brak powiadomienia Scotta o rzeczywistym celu jego ekspedycji. Odmiennie wiadomość o osiągnięciu Amundsena przyjęli członkowie Królewskiego Towarzystwa Geograficznego. Uznali oni, że zdobycie bieguna było rezultatem „nieczystego zagrania” ze strony Amundsena. Geograf Clements Markham uznał natomiast, że wiadomość o zdobyciu przez Amundsena bieguna południowego może być kłamstwem. Dokonania Amundsena docenili jednak Ernest Shackleton i Kathleen Scott, żona Roberta Scotta.

### Śmierć Roberta Scotta
Amundsen opuścił Hobart by rozpocząć cykl wykładów w Australii i Nowej Zelandii. Następnie popłynął do Buenos Aires, gdzie ukończył pisanie relacji z podróży. W Norwegii nadzorował publikację swojej książki poświęconej wyprawie, nim wyjechał do Stanów Zjednoczonych, by tam przeprowadzić kolejny cykl wykładów. W lutym 1913, gdy przebywał w Madison, w stanie Wisconsin, dotarła do niego wiadomość, że Robert Scott dotarł 17 stycznia 1912 roku na biegun południowy, lecz zmarł wraz ze swymi towarzyszami w drodze powrotnej, przed 29 marca. Ciała Scotta, Edwarda Adriana Wilsona i Henry’ego Robertsona Bowersa znaleziono w listopadzie 1912 roku, po zakończeniu antarktycznej zimy.
Wiadomość o śmierci Scotta – zgodnie z tezą brytyjskiego historyka Rolanda Huntforda – zmieniła sposób, w jaki Brytyjczycy postrzegali osiągnięcia Amundsena. Scott był od tego czasu uznawany za uczciwego człowieka o dobrych manierach, który przegrał wyścig o zdobycie bieguna południowego przez niehonorowego i żądnego sławy Amundsena. W późniejszych relacjach zwracano również uwagę na fakt, że do podróży na biegun Amundsen użył psów, które później wraz ze swymi towarzyszami zabił i zjadł. Motyw ten był wykorzystywany do przedstawiania Amundsena w negatywnym świetle.

### Dalsze losy statku „Fram”

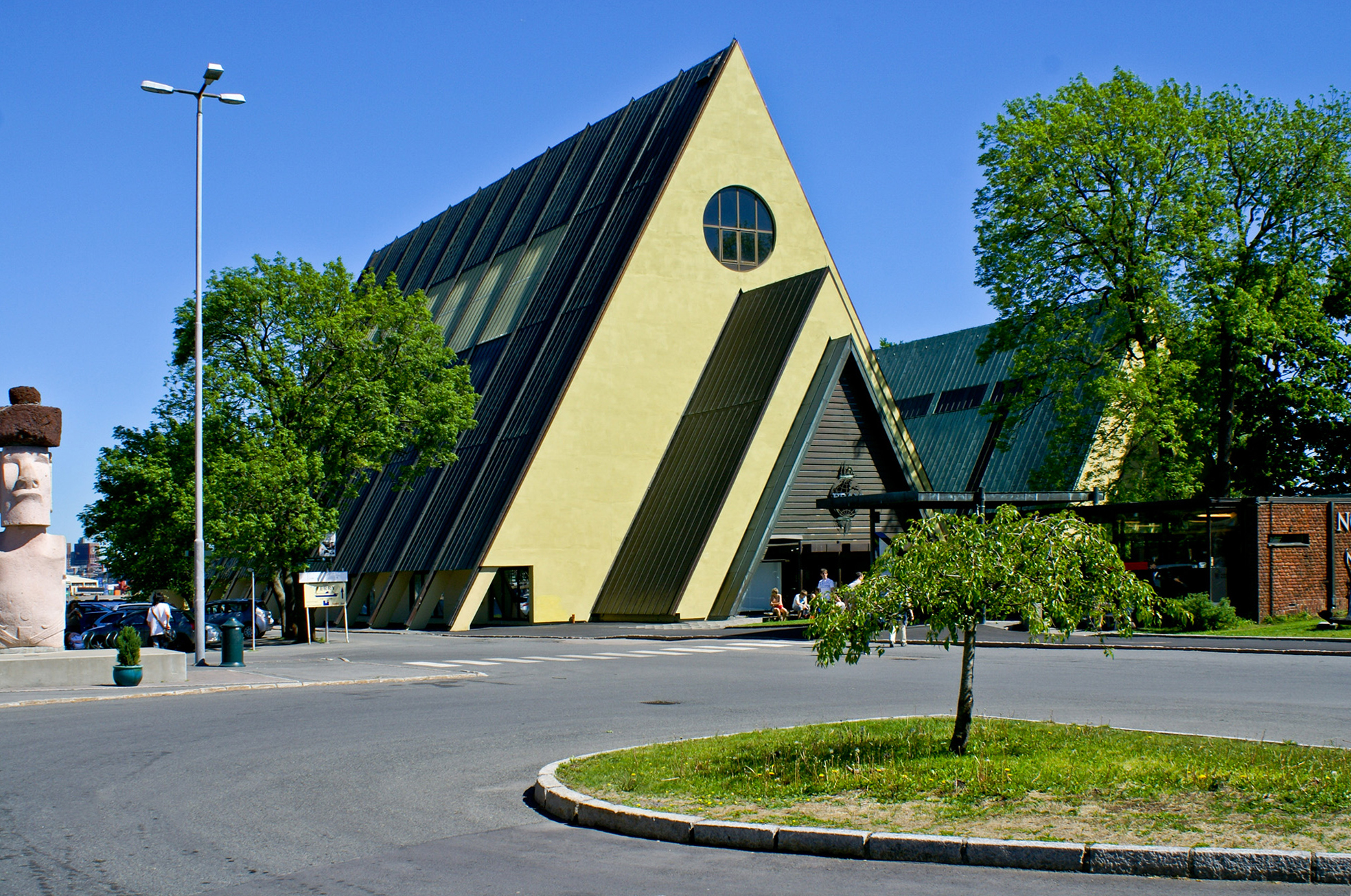
Muzeum, w którym przechowywany jest statek Fram

Po opuszczeniu Hobart załoga statku „Fram” skierowała się do Buenos Aires, skąd większość uczestników ekspedycji odpłynęła do Norwegii na innym statku. „Fram” pozostał zaś w Argentynie pod nadzorem Thorvalda Nilsena. Dotychczasowy kapitan miał kontrolować przygotowania do kolejnej wyprawy, tym razem na biegun północny. Amundsen zrezygnował jednak z projektowanej wyprawy, więc Nilsen powrócił do Norwegii. Jego obowiązki jako kapitana przejął na kilka miesięcy Christian Doxrud. „Fram” został wówczas przetransportowany do Colón, co miało związek z planowanym na 1913 rok otwarciem Kanału Panamskiego. „Fram” miał być pierwszym statkiem, który przepłynął nowy szlak wodny. Latem 1913 roku do Colón przybyła część starej załogi statku z Nilsenem na czele, lecz otwarcie Kanału Panamskiego opóźniło się. W tej sytuacji „Fram” miał opłynąć całą Amerykę Południową i w ten sposób dostać się na Ocean Spokojny. 25 marca 1914 roku załoga dopłynęła do Montevideo. Kilka dni wcześniej, prawdopodobnie z powodu choroby tropikalnej, zmarł nawigator Andreas Beck. Wraz z plagą szczurów, która pojawiła się na pokładzie, doprowadziło to do porzucenia dotychczasowych planów i skierowania się załogi do Norwegii.
W międzyczasie Amundsen planował użycie „Frama” do przeprowadzenia kolejnej ekspedycji w rejonie Archipelagu Arktycznego. Plany te zostały jednak pokrzyżowane przez wybuch I wojny światowej. Przez kolejne lata „Fram” przebywał w porcie w Oslo, niszczejąc z powodu warunków atmosferycznych i wandali. Na początku lat 20. XX wieku podejmowano wiele prób przywrócenia statku do stanu używalności, lecz wszystkie kończyły się niepowodzeniem. W 1929 roku, dzięki zabiegom Otto Sverdrupa, statek został przetransportowany do Sandefjord, gdzie przy wsparciu finansowym armatora Larsa Christensena został odremontowany. W 1935 roku ponownie przetransportowano go do Oslo i przekształcono w muzeum.

### Dalsze losy Amundsena

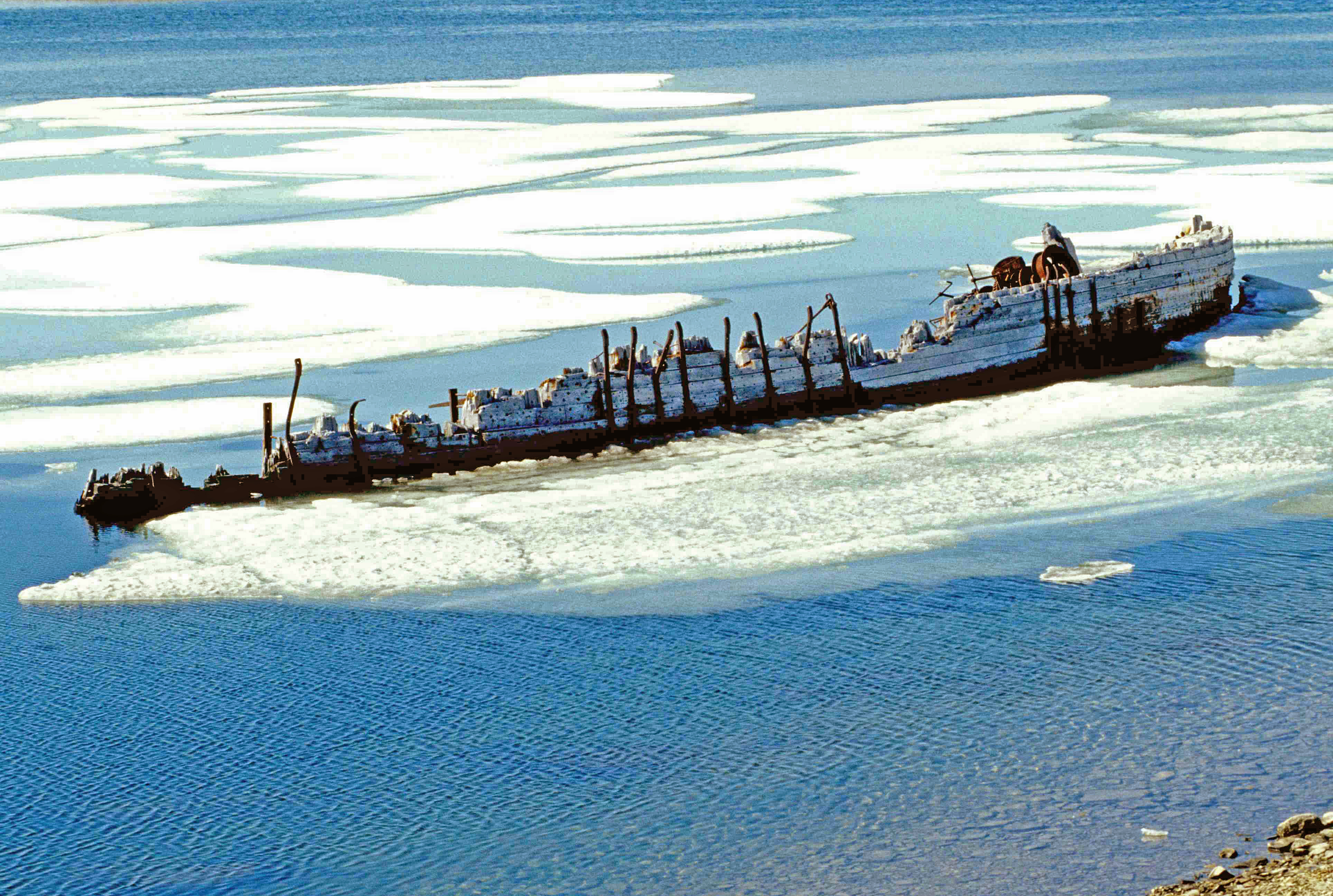
Wrak statku „Maud”, ostatniego statku Amundsena

Wybuch I wojny światowej przeszkodził Amundsenowi w organizacji ekspedycji na biegun północny. W 1918 roku wypłynął jednak na północ w specjalnie na ten cel skonstruowanym statku „Maud”, który pozostał na wodach arktycznych przez kolejne siedem lat. Statek nie dopłynął do bieguna północnego, lecz jako drugi w historii przepłynął przez Przejście Północno-Wschodnie. W 1923 roku Amundsen opuścił ekspedycję, a ostatnie lata życia poświęcił na eksplorację obszarów arktycznych z powietrza. 12 maja 1926 roku wspólnie z Lincolnem Ellsworthem, Umberto Nobile i towarzyszem z wyprawy na biegun południowy, Oscarem Wistingiem, przeleciał na pokładzie sterowca Norge nad biegunem północnym. On i Wisting byli pierwszymi ludźmi, którzy widzieli oba bieguny Ziemi. Amundsen zaginął wraz ze swym samolotem pomiędzy Norwegią a Spitsbergenem w 1928 roku, gdy próbował uratować późniejszą ekspedycję Umberto Nobile.

### Dalsze losy pozostałych członków załogi
Czterej towarzysze Amundsena z wyprawy na biegun południowy zostali przez niego zaproszeni do uczestnictwa w ekspedycji statku „Maud”. Bjaaland i Hassel odmówili i nigdy już nie wzięli udziału w żadnej wyprawie polarnej. Hanssen i Wisting przyjęli propozycję. Wisting został dowódcą „Maud”, gdy Amundsen opuścił ekspedycję, zaś w 1935 roku został kapitanem statku „Fram” na czas jego ostatniej podróży do Oslo, gdzie został przekształcony w muzeum. Johansen napotkał trudności z powrotem do normalnego życia po powrocie z Antarktydy i popadł w depresję. 4 stycznia 1913 roku popełnił samobójstwo w swoim mieszkaniu w Oslo.

### Dziedzictwo i upamiętnienie

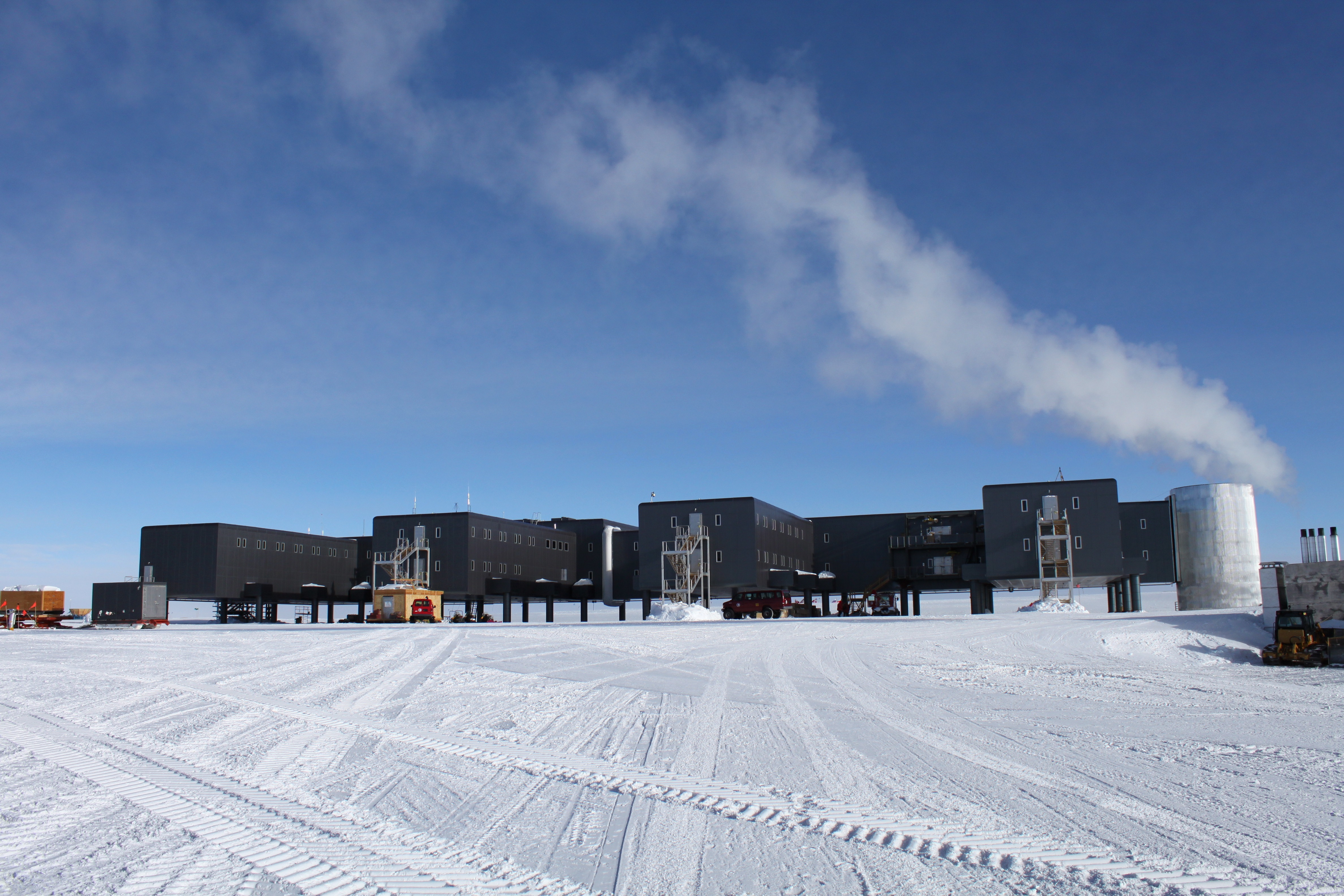
Stacja Amundsen-Scott w 2011 roku

Ekspedycja Amundsena na biegun południowy stała się tematem wielu filmów i seriali dokumentalnych. W 1985 roku nakręcono natomiast serial fabularny opowiadający o rywalizacji Amundsena i Scotta w latach 1910–1912. Nadano mu tytuł The Last Place on Earth (z ang. Ostatnie Miejsce na Ziemi), zaś jego reżyserem został Ferdinand Fairfax. W postać Roalda Amundsena wcielił się norweski aktor Sverre Anker Ousdal, zaś Roberta Scotta zagrał Martin Shaw. Serial liczył 7 odcinków. Wszystkie zostały wyemitowane na antenie brytyjskiej stacji Central Independent Television.
W 1957 roku na biegunie południowym została wybudowana amerykańska stacja badawcza. Została ona nazwana Amundsen-Scott w celu upamiętnienia dwóch ekspedycji zorganizowanych w ten rejon na przełomie lat 1910–1912. Stacja powstała w ramach Międzynarodowego Roku Geofizycznego. Funkcjonuje przez cały rok. Prowadzone są na niej badania z zakresu astronomii, sejsmologii oraz klimatologii.
14 grudnia 2011 roku odbyły się obchody 100. rocznicy zdobycia bieguna południowego przez ekspedycję Amundsena. Na miejsce, w którym w 1911 roku pięcioosobowa grupa polarników zatknęła norweską flagę, przybyli między innymi premier Norwegii Jens Stoltenberg, dyrektor Norweskiego Instytutu Polarnego Jan-Gunnar Winther oraz reprezentant Antarktycznego Programu Stanów Zjednoczonych, Simon Stephenson. Jens Stoltenberg dokonał wówczas odsłonięcia wykonanego z lodu pomnika Roalda Amundsena. W Norwegii główne obchody odbyły się w mieście Tromsø, w północnej Norwegii. Otwarto wówczas wystawę poświęconą norweskim i rosyjskim ekspedycjom antarktycznym, a także odsłonięto przed akwarium Polaria pomnik Helmera Hanssena, jednego z uczestników wyprawy. Rok 2011 został w Norwegii uznany rokiem Amundsena i Nansena.